# Has Laran (Camea)
Has Laran ist eine Aldeia des Sucos Camea (Verwaltungsamt Cristo Rei, Gemeinde Dili). 2015 lebten in Has Laran 1839 Einwohner.

## Lage und Einrichtungen
Has Laran und die südwestlich gelegene Aldeia Lases befinden sich als einzige Aldeias Cameas westlich des Flussbetts des Benamauc, eines Quellflusses des Mota Clarans. Die Flüsse führen aber nur in der Regenzeit Wasser. Am anderen Ufer im Nordosten grenzt Has Laran an die Aldeias Ailele Hun und Ailoc Laran. Richtung Westen befinden sich die Sucos Becora und Ailok.
In Has Laran liegt die Klinik Becora.